# Следж-хоккей

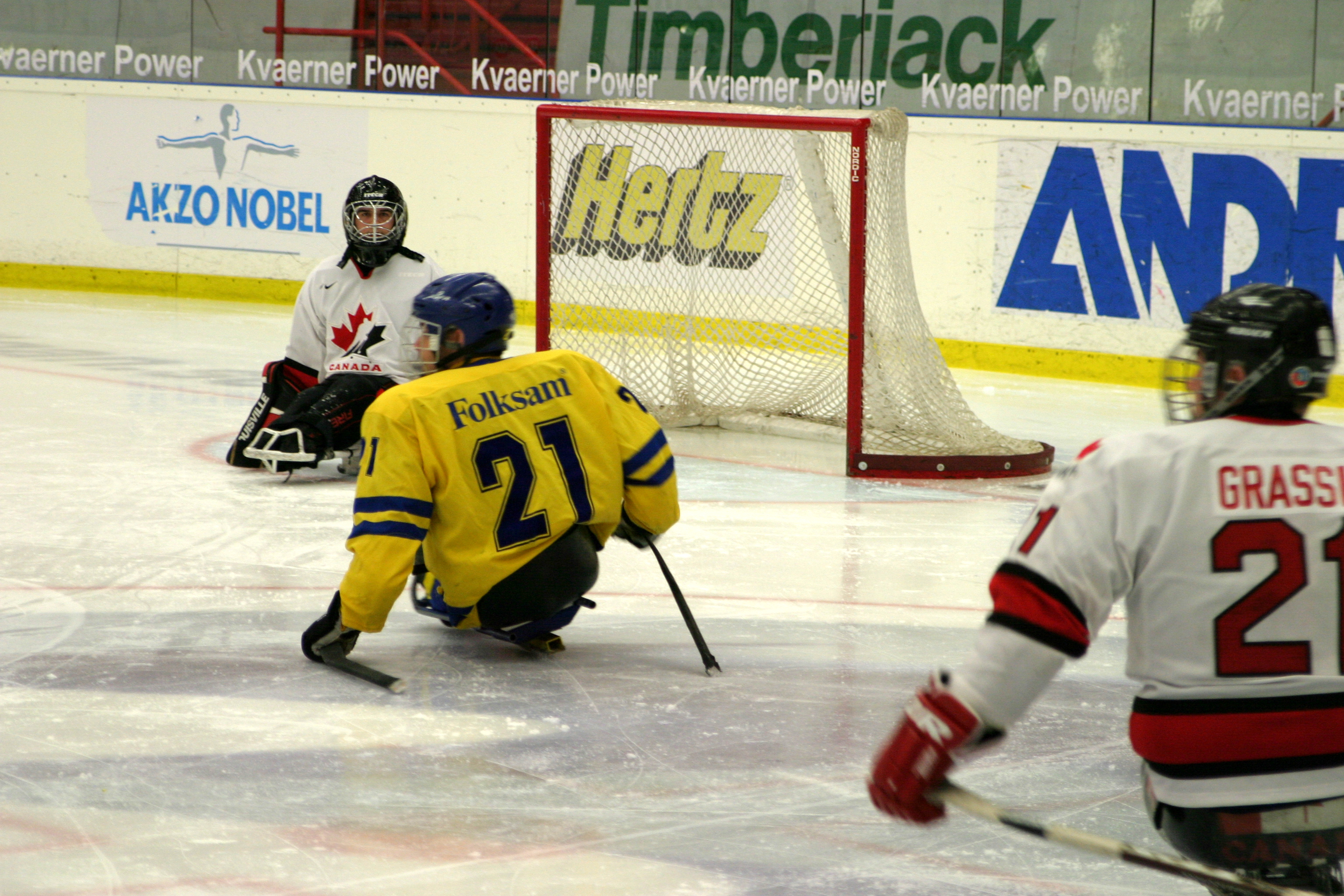
Матч между Швецией и Канадой на чемпионате мира 2008 года

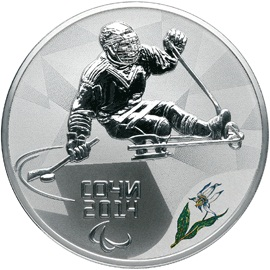
Памятная монета Банка России номиналом 3 рубля (2013), выпущенная к зимним Паралимпийским играм 2014 года

Следж-хоккей, или хоккей на санях — командная спортивная игра на льду, аналог хоккея с шайбой для людей с ограниченными возможностями. Игра заключается в противоборстве на специальных санях двух команд, которые, передавая шайбу клюшками, стремятся забросить её наибольшее количество раз в ворота соперника и не пропустить в свои. Побеждает команда, забросившая наибольшее количество шайб в ворота соперника. Следж-хоккей входит в программу зимних Паралимпийских игр.
Игроки используют две специальные клюшки, которые служат не только для удара по шайбе, но и для передвижения по площадке.

## История
Следж-хоккей появился в начале 1960-х годов в Стокгольме. В 1969 году в городе уже появилась следж-хоккейная лига из пяти команд, где выступали как игроки с физическими нарушениями, так и физически здоровые игроки. В том же году прошёл первый международный матч по этому виду спорта: в Стокгольм прибыла команда из Осло. Вскоре следж-хоккей начал развиваться и в других странах.
На зимних Паралимпийских играх 1976 года был сыгран один показательный матч по следж-хоккею, а начиная с зимних Паралимпийских игр 1994 года этот вид спорта регулярно входит в программу зимних Паралимпиад. С 1996 года проводятся чемпионаты мира по следж-хоккею.